# Funk-Telegramm
Das Funk-Telegramm (FT) (Eigenschreibweise: FUNK-TELEGRAMM) ist eine deutsche Fachzeitschrift zum Thema Amateurfunk. Sie erscheint seit Januar 1989 monatlich in gedruckter Form im Format DIN A5.
Das FT bietet aktuelle Informationen zum Thema Kurzwelle, wobei ein Schwerpunkt das DXen darstellt, also der Funkkontakt zu möglichst weit entfernten Amateurfunkstellen. (Das Kürzel DX steht hier für englisch Distant eXchange, deutsch „Weitverkehrsverbindung“.) Darüber hinaus gibt es Erfahrungsberichte sowie technische Tipps zu den diversen Aspekten des Amateurfunks. Ergänzt wird es durch Hinweise zu Terminen von Amateurfunkwettbewerben (Contests) und zu Veranstaltungen wie Fielddays oder Messen, beispielsweise der Ham Radio, sowie Kleinanzeigen.
Das FT betreibt eigene Klubstationen. Diese haben die Amateurfunkrufzeichen DLØFTG, DKØFTG beziehungsweise DFØFTG.
Ein kostenloses Probeheft des FT kann als PDF-Datei über den unter Weblinks verfügbaren Link frei heruntergeladen werden.
Eine Schwesterzeitschrift des FT, die quartalsweise erscheint, ist DUBUS. Hier liegt der Schwerpunkt nicht auf der Kurzwelle, sondern auf den höheren Frequenzen, also VHF, UHF und Mikrowellen.